# Де Бёйст, Яспер
Яспер де Бёйст  (нидерл. Jasper De Buyst; род. 24 ноября 1993 в Ассе, провинция Фламандский Брабант,  Бельгия) — бельгийский профессиональный трековый и шоссейный велогонщик, выступающий за «Lotto Soudal». Призёр чемпионатов мира и Европы. Сын бывшего профессионального велогонщика Франки де Бёйста.

## Достижения

### Шоссе
2014
1-й Омлоп Мандел-Лейе-Схелде
2-й Дрёйвенкурс Оверейсе
2017
1-й Бенш — Шиме — Бенш
1-й Гран-при Зоттегема
1-й Хейстсе Пейл
1-й Этап 2 Тур Валлонии
3-й Тур Дренте
3-й Чемпионат Фландрии
2018
2-й Омлоп ван хет Хаутланд
3-й Трофео Порререс

### Трек
2013
1-й Шесть дней Гента (с Лейфом Лампатером)
1-й  Кубок мира — омниум
Чемпионат Бельгии
1-й  Мэдисон (с Ильо Кейссе)
1-й  Гонка по очкам
International Belgian Open
1-й Мэдисон (с Кенни Де Кетеле)
1-й Омниум
Три дня Эгля
1-й Мэдисон (с Кенни Де Кетеле)
1-й Омниум
2014
Кубок мира
1-й  Общий зачет — мэдисон (с Кенни Де Кетеле)
1-й  Общий зачет — омниум
1-й Шесть дней Гента (с Кенни Де Кетеле)
1-й Шесть дней Цюриха (с Кенни Де Кетеле)
2015
3-й  Чемпионат мира — мэдисон

## Статистика выступлений

### Гранд-туры
| Гонка           | 2015 | 2016 | 2017 | 2018 |
| --------------- | ---- | ---- | ---- | ---- |
| Джиро д'Италия  | —    | —    | НФ   | —    |
| Тур де Франс    | —    | —    | —    | 142  |
| Вуэльта Испании | 126  | —    | —    | —    |

| —  | Не участвовал  |
| НФ | Не финишировал |